# Cromosoma 7

Cromátida del cromosoma 7

El cromosoma 7 es uno de los 23 pares de cromosomas de los seres humanos. Posee más de 158 millones de pares de bases (el material constituyente del ADN) y representa entre el 5% y el 5.5% del ADN total de la célula. 
La identificación de genes en cada uno de los cromosomas es obtenida por medio de diferentes métodos, lo que da lugar a pequeñas variaciones en el número de genes estimados en cada cromosoma, según el método utilizado. Se estima que el cromosoma 7 contiene entre 1000 y 1400 genes, entre los que cabe destacar a aquellos pertenecientes al clúster Homeobox A.

## Genes

### Número de genes
| Base de datos | Genes codificantes de proteínas | ADN no codificante | Pseudogenes | Fecha      | Ref.               |
| ------------- | ------------------------------- | ------------------ | ----------- | ---------- | ------------------ |
| CCDS          | 883                             | --                 | --          | 26/10/2022 | [ 2 ]              |
| HGNC          | 891                             | 371                | 753         | 11/04/2025 | [ 5 ]              |
| Ensembl       | 1 012                           | 1 210              | 904         | 13/05/2024 | [ 6 ]              |
| UniProt       | 1 034                           | --                 | --          | 05/02/2025 | [ 7 ]              |
| NCBI          | 936                             | 914                | 945         | 23/08/2024 | [ 8 ] [ 9 ] [ 10 ] |

### Brazo corto (p)
- GCK Glucocinasa / Hexocinasa-IV (7p13)
- TYW1: tRNA-yW synthesizing protein 1 homolog (7p25.1)
- KDELR2: Receptor 2 KDEL de retención de proteína del RE (7p22.1)

### Brazo largo (q)
- TRIM24: Aminoaciltransferasa (7q.34)
- ELN: Elastina (7q11.1 - 21.1)
- EZH2: histona-lisina metiltransferasa 2 (7q36)

## Enfermedades
A continuación se indican algunos de los genes localizados en el cromosoma 7:
- ASL: Argininosuccinato liasa.
- CBX3: Cromobox homólogo 3.
- CCL24: Quimioquina (motivo C-C) ligando 24 (scya24).
- CCL26: Quimioquina (motivo C-C) ligando 26 (scya26).
- CCM2: Malformación cavernosa cerebral 2.
- CGRP-RCP: Receptores de péptido relacionado con el gen de la calcitonina.
- CFTR: Regulador de la conductancia transmembranal en la fibrosis quística.
- COL1A2: Colágeno, tipo I, alfa 2.
- CYLN2: Linker citoplásmico 2.
- DFNA5: Sordera, autosómica dominante 5.
- DLD: Dihidrolipoamida deshidrogenasa (componente E3 del complejo piruvato deshidrogenasa, del complejo 2-oxo-glutarato y del complejo deshidrogenasa de cetoácidos de cadena lateral).
- ELN: Estenosis aórtica supravalvular, Síndrome de Williams-Beuren.

- ERVW-1 (Endogenous retrovirus group W envelope member 1) que se traduce como 'retrovirus endógeno de cubierta grupo W miembro 1')
- FOXP2: Proteína Forkhead box 2.
- GARS: Glicil-ARNt sintetasa.
- GTF2I: Factor de transcripción general II, i.
- GTF2IRD1: GTF2I repeat domain containing 1.
- GUSB: β-glucuronidasa.
- HOXA13 Homeobox Hox-A13.
- HSPB1: Heat shock 27 kDa proteína 1
- KCNH2: Canal de potasio dependiente de voltaje, subfamilia H, miembro 2.
- KRIT1: Anquirina repeat containing.
- LIMK1: Dominio LIM quinasa 1.
- MRPS24: Proteína ribosómica mitocondrial 24
- NOS3: Óxido nítrico sintasa 3 (célula endotelial).
- p47 phox o NCF1: Neutrófilo oxidasa de 47 kDa / Factor citosólico de neutrófilos 1.
- PMS2: Postmeiotic segregation increased 2 (S. cerevisiae).
- RELN: Reelina.
- SBDS: Síndrome de Shwachman-Bodian-Diamond.
- SLC25A13: Transportador de solutos familia 25, miembro 13 (citrina).
- SLC26A4: Transportador de solutos familia 26, miembro 4.
- TAS2R16: Receptor del gusto, tipo 2, miembro 16.
- TFR2: Receptor de transferrina 2.
- TPST1: Tirosilproteín sulfotransferasa 1.

## Enfermedades asociadas
A continuación se indican algunas de las enfermedades directamente relacionadas con genes contenidos en el cromosoma 7:
- Aciduria arginosuccínica.
- Angioma cavernoso.
- Enfermedad de Charcot-Marie-Tooth.
- Enfermedad de Charcot-Marie-Tooth tipo 2.
- Citrulinemia.
- Ausencia bilateral congénita de conductos deferentes.
- Fibrosis quística.
- Atrofia muscular espinal distal, tipo V.
- Síndrome de Ehlers-Danlos.
- Hemocromatosis.
- Cáncer de colon hereditario no polipósico.
- Lisencefalia.
- Enfermedad de la orina de jarabe de arce.
- Diabetes tipo MODY tipo 2.
- Mucopolisacaridosis tipo VII o Síndrome de Sly.
- Síndrome mielodisplásico.
- Sordera no sindrómica.
- Osteogénesis imperfecta.
- Enfermedad granulomatosa crónica.
- Síndrome de Pendred.
- Síndrome de Romano-Ward.
- Síndrome de Shwachman-Diamond.
- Esquizofrenia.
- Síndrome de Williams.
- Síndrome de Currarino.

## Trastornos cromosómicos
- Síndrome de Williams: es causado por la deleción de material genético del brazo largo del cromosoma 7. La región delecionada, localizada en la posición 11.23 (7q11.23), es denominada región crítica del Síndrome de Williams. Esta región incluye más de 20 genes, de los cuales tan solo unos pocos han sido identificados y relacionados con el Síndrome de Williams, mientras que en la mayoría de dichos genes aún no se ha logrado establecer esa relación.

- Existen otra serie de trastornos relacionados con el número o la estructura del cromosoma 7, que pueden causar retraso en el crecimiento y el desarrollo, retraso mental, rasgos faciales característicos, anomalías del esqueleto, retraso del habla y otros problemas médicos. Esta serie de anomalías pueden deberse a la aparición de una copia extra de parte del cromosoma 7 en cada una de las células (trisomía parcial del cromosoma 7) o por la pérdida de algún segmento del cromosoma 7 en cada una de las células (monosomía parcial del cromosoma 7). En algunos casos, se pueden delecionar o duplicar unos pocos nucleótidos (los ladrillos constituyentes del ADN) en alguna región del cromosoma 7. También se ha podido constatar la existencia de una estructura denominada cromosoma en anillo 7, la cual se produce cuando los extremos de un cromosoma roto son ligados entre sí.